# 田中美一
田中 美一（たなか よしかず、1938年 - 2012年2月23日）は、神奈川県横浜市出身のアマチュア野球審判員。六大学野球、都市対抗野球大会、春夏の甲子園などの大試合で球審を任され、「ミスター球審」と呼ばれた。

## 経歴
小学4年生の時から野球を始め、中学、神奈川県立希望ケ丘高等学校時代は投手だった。高校時代は投手・4番で2年次と3年次に県ベスト4という活躍を見せる。
立教大学に進むも、1年から2年に上がる春のキャンプで他の選手の打球を右足首に受けて骨折。その後は伸び悩み、リーグ戦で投げることはできなかった。日本通運浦和に就職後、捕手に転向し、4年で社会人野球を辞めた後は横浜市にある実家の材木店を継いだ。
その後は野球を離れていたが、7年後の1970年に立教大学の先輩から、六大学野球の審判員に欠員が出たため、神宮球場で審判をしてほしいという誘いがあり受託する。その後、高校野球や社会人野球でも審判を務めるようになる。
1988年、国際野球連盟の国際審判員の資格を取り、世界選手権などでも審判を務めた。独学で英語とスペイン語を習得する。
福岡ユニバーシアード、第18回アジア野球選手権大会でチーフを務めて力量が高く評価されたことにより、1996年2月7日、国際野球連盟の1995年度最優秀審判（アンパイア・オブ・ザ・イヤー）に日本人で初めて選出された。
1996年7月19日から8月4日まで開かれたアトランタオリンピックでは、野球審判員として日本人でただ1人だけ選ばれた。日本人で野球審判員に選ばれたのは、ソウルオリンピック、バルセロナオリンピックに参加した布施勝久に続いて2人目である。
1999年から2000年には日本野球連盟規則・審判専門委員長を務めた。
2012年2月23日、心不全のため死亡、74歳没。

## 人物
家業の材木店を続けながら、高校野球、東京六大学野球でそれぞれ20試合、社会人野球で30試合の審判を毎年務めた。また年に2週間程度、海外で国際試合の審判を務めた。シーズンオフには審判講習会の講師として全国を飛び回っていた。そのため、休みは月に1度だったという。
温厚な人柄で、普段の口数は少ないが、他人の質問には丁寧に教えた。他人を叱責することもなかった、という。
判定の抗議やトラブル時に観客はスコアボードで審判の名前を確認することから、「名前を覚えられない審判が良い審判」と語っている。

## エピソード
ある大会のスペインとイタリアの試合で、判定に抗議したイタリアの選手が打席に入らなかった。このとき田中はイタリアの選手に審判のマスクを渡してバットを取りあげ、「私が打席に入るから君が審判をしろ」と言い、スペイン応援団から喝采を浴びた。

## 主な審判試合
- 1987年 第59回選抜高等学校野球大会決勝・PL学園 – 関東一の球審。
- 1988年 IBAFワールドカップ（世界選手権）決勝戦の主審[3]。
- 1992年 バルセロナオリンピック協賛アマ・プロ交歓試合の塁審[13]。
- 1992年 第74回全国高等学校野球選手権大会 2回戦・星稜 - 明徳義塾（松井秀喜5打席連続敬遠）の球審[8]。
- 1993年 第75回全国高等学校野球選手権大会決勝・春日部共栄 - 育英の塁審[14]。
- 1993年 IBAFインターコンチネンタルカップ（インターコンチネンタル杯）決勝戦の主審 [8]。
- 1994年 第66回選抜高等学校野球大会決勝・智弁和歌山 – 常総学院の球審。
- 1994年 IBAFワールドカップ決勝戦の主審[8]。
- 1995年 アトランタオリンピック開幕戦 アメリカ合衆国 - ベネズエラの主審、他計12試合で審判員[15]。
- 1995年 第77回全国高等学校野球選手権大会決勝・星稜- 帝京の球審。
- 1996年 第78回全国高等学校野球選手権大会決勝・松山商 - 熊本工（「奇跡のバックホーム」）の球審。
- 1997年 第68回都市対抗野球大会決勝・日本生命 – 日本通運の球審[1]。

## 「奇跡のバックホーム」のジャッジ
1996年8月21日に行われた第78回全国高等学校野球選手権大会決勝は、愛媛県代表松山商業高校と熊本県代表熊本工業高校との間で行われた。延長10回裏にサヨナラ負けのピンチを乗り切った「奇跡のバックホーム」が生まれ、延長11回表に松山商が3点を入れ、6対3で勝って優勝した。
3対3で迎えた10回裏、1死満塁で熊本工・本多大介は初球をライトへ高々と打ち上げた。打球は浜風で押し戻され、松山商の右翼手・矢野勝嗣が捕球。犠牲フライには十分な飛距離であったため、三塁走者の熊本工・星子崇はタッチアップ。誰もがサヨナラゲームかと思ったが、矢野の山なりの返球は甲子園特有の浜風に乗り、ダイレクトで捕手・石丸裕次郎が捕球。そのまま石丸は星子にタッチした。一塁側ファールグラウンドにいた田中は、落球の有無を確認後、右腕を突き上げて「アウト、アウトーッ!」と宣告した。
この頃、本塁でジャッジする時は、送球の延長線上（この場合は三塁側）に入るのが基本だった。しかし、田中は右翼手からの返球がバットに当たることを回避するために本多のバットを拾いに行った後、星子がタッチアップの準備をしているのを見て延長線上に向かうのは間に合わないと判断し、そのまま一塁側に残ったため、タッチプレーをベストポジションで判断することができた。
一塁の塁審だった桂等は試合後、田中になぜ三塁側でなく一塁側に居たのかを訪ねると、田中は「本多の打球に引き寄せられるよう、無意識に一塁側へ行った、だからタッチプレーが見えた」と答えた。
田中の薫陶を受けた審判員の桑原和彦は、近くでジャッジするためにはプレーを読む力が必要で、これは田中の努力と感性に他ならないと語っている。
中矢信行・愛媛県高野連審判長（2006年次）は、並の審判なら捕手の背中へ回って外側から見るところを、田中は外野からの送球を背中に背負う格好で内側からプレーをジャッジした、お手本の審判であると語った。
田中はこの判定について「最高のジャッジが出来た」と語り、アウトの言い方が厳しいという妻からの問いかけには、審判は選手に全身で伝えないといけないと反論している。「あの判定は生涯最高のジャッジだった」という遺言が、棺の中に収められたという。
このジャッジについて、熊本工のファンからは誤審ではないかという声もあったが、1996年8月22日付のスポーツ報知の一面には、捕手・石丸が三塁走者・星子にタッチした時、星子のスパイクがホームプレートの10cm手前にあった写真が掲載された。
熊本工の主将・野田謙信は後に、「100人が100人セーフだと思うタイミングなのにアウトというのは、よほどの確信があったはずです。すばらしいジャッジですよ」と語った。